# Wichtiger Grund
Wichtiger Grund ist ein unbestimmter Rechtsbegriff, der ein außerordentliches Kündigungsrecht oder ein ähnliches Recht wie z. B. ein Rücktrittsrecht gewährt, wenn der betroffenen Partei die Fortsetzung des Vertrages nicht mehr zugemutet werden kann.
Der „wichtige Grund“ wird an mehreren Stellen des deutschen Privatrechts genannt. Das allgemeine Kündigungsrecht aus wichtigem Grund, das für jedes Dauerschuldverhältnis gilt, ist in § 314 BGB geregelt. Darüber hinaus wird der wichtige Grund unter anderem in § 490 Abs. 1 BGB (Darlehen), in § 543 Abs. 1 BGB (Mietvertrag), in § 626 Abs. 1 BGB (Dienstvertrag), in § 627 Abs. 1 BGB (Dienstvertrag über Dienste höherer Art), in § 648a Abs. 1 BGB (Werkvertrag), in § 723 Abs. 1 BGB (BGB-Gesellschaft), in § 1299 BGB (Verlöbnis) und in § 89a Abs. 1 HGB (Handelsvertretervertrag) genannt.

## Allgemeines
Ein wichtiger Grund liegt vor, wenn dem kündigenden Teil unter Berücksichtigung aller Umstände des Einzelfalls und unter Abwägung der beiderseitigen Interessen die Fortsetzung des Vertragsverhältnisses bis zur vereinbarten Beendigung oder bis zum Ablauf einer Kündigungsfrist nicht zugemutet werden kann. Besteht der wichtige Grund in der Verletzung einer Pflicht aus dem Vertrag, ist die Kündigung erst nach erfolglosem Ablauf einer zur Abhilfe bestimmten Frist oder nach erfolgloser Abmahnung zulässig.
Die Kündigung aus wichtigem Grund, auch außerordentliche Kündigung genannt, hat besonders im Arbeitsrecht, im Mietrecht und im Kreditvertragsrecht praktische Bedeutung.

## Arbeitsrecht
Im Arbeitsrecht muss ein wichtiger Grund vorliegen, um nach § 626 Abs. 1 BGB ein Arbeitsverhältnis außerordentlich (dann meist fristlos) kündigen zu können.
Ein wichtiger Grund ist dann gegeben, wenn Tatsachen vorliegen, die unter Berücksichtigung aller Umstände und unter Abwägung der Interessen beider Vertragsparteien dem Kündigenden die Fortsetzung des Vertragsverhältnisses unzumutbar machen.
Beispiele für das Vorliegen eines wichtigen Grundes sind Einstellungsbetrug, Spionage, Sabotage, eine erschlichene Arbeitsunfähigkeitsmeldung, beharrliche Arbeitsverweigerung, beharrlicher Arbeitsvertragsbruch, grobe Verletzung der Treuepflicht, Verstöße gegen Wettbewerbsverbote, Diebstahl, Urkundenfälschung, Unterschlagung, notorische Unpünktlichkeit oder auch der eigenmächtige Urlaubsantritt.
Kommt der Fall vor ein Gericht, stellt dieses im Wege einer Interessenabwägung fest, ob die Pflichtverletzung unter Berücksichtigung aller Umstände des Einzelfalles so erheblich war, dass sie eine außerordentliche Kündigung rechtfertigt.
Obwohl auf Berufsausbildungsverhältnisse grundsätzlich die für Arbeitsverträge geltenden Rechtsvorschriften und Rechtsgrundsätze anzuwenden sind, werden hier strengere Maßstäbe für das Vorliegen eines wichtigen Grundes angelegt. Hier hat das Interesse der jungen Menschen an der Fortsetzung der Ausbildung und am erfolgreichen Abschluss ein höheres Gewicht. Hierzu ist ein Urteil des Bundesarbeitsgerichts (BAG) grundlegend:

„Ein wichtiger Grund, der den Ausbildenden berechtigt, das Berufsausbildungsverhältnis nach der Probezeit zu kündigen, ist (nur) dann gegeben, wenn Tatsachen vorliegen, aufgrund derer dem Ausbildenden unter Berücksichtigung aller Umstände des Einzelfalls und unter Abwägung der Interessen des Ausbildenden und des Auszubildenden die Fortsetzung des Berufsausbildungsverhältnisses bis zum Ablauf der Ausbildungszeit nicht zugemutet werden kann. An das Vorliegen eines wichtigen Grundes sind aber um so strengere Anforderungen zu stellen, je länger das Ausbildungsverhältnis bereits bestanden hat.“

Auch bei der sog. Orlando-Kündigung bestehen erhöhte Anforderungen an den wichtigen Grund.

## Mietrecht
Nach § 543 BGB, der die Kündigung aus wichtigem Grund besonders intensiv regelt, kann jede Vertragspartei das Mietverhältnis aus wichtigem Grund außerordentlich fristlos kündigen. Ein wichtiger Grund liegt danach vor, wenn dem Kündigenden unter Berücksichtigung aller Umstände des Einzelfalls, insbesondere eines Verschuldens der Vertragsparteien, und unter Abwägung der beiderseitigen Interessen die Fortsetzung des Mietverhältnisses bis zum Ablauf der Kündigungsfrist oder bis zur sonstigen Beendigung des Mietverhältnisses nicht zugemutet werden kann. Ein wichtiger Grund liegt insbesondere vor, wenn
1. dem Mieter der vertragsgemäße Gebrauch der Mietsache ganz oder zum Teil nicht rechtzeitig gewährt oder wieder entzogen wird,
2. der Mieter die Rechte des Vermieters dadurch in erheblichem Maße verletzt, dass er die Mietsache durch Vernachlässigung der ihm obliegenden Sorgfalt erheblich gefährdet oder sie unbefugt einem Dritten überlässt oder
3. der Mieter für zwei aufeinander folgende Termine mit der Entrichtung der Miete oder eines nicht unerheblichen Teils der Miete in Verzug ist oder in einem Zeitraum, der sich über mehr als zwei Termine erstreckt, mit der Entrichtung der Miete in Höhe eines Betrages in Verzug ist, der die Miete für zwei Monate erreicht.

Besteht der wichtige Grund in der Verletzung einer Pflicht aus dem Mietvertrag, so ist die Kündigung erst nach erfolglosem Ablauf einer zur Abhilfe bestimmten angemessenen Frist oder nach erfolgloser Abmahnung zulässig. Dies gilt nicht, wenn
1. eine Frist oder Abmahnung offensichtlich keinen Erfolg verspricht,
2. die sofortige Kündigung aus besonderen Gründen unter Abwägung der beiderseitigen Interessen gerechtfertigt ist oder
3. der Mieter mit der Entrichtung der Miete in Verzug ist.

## Kreditverträge
Bei befristeten Krediten tritt im Normalfall die Beendigung des Kreditverhältnisses durch Fristablauf oder endgültige Tilgung ein. Es kann jedoch vorkommen, dass bereits vorher Anlass für eine der Vertragsparteien besteht, den Kreditvertrag vorzeitig zu beenden. Dieser Anlass muss ein so genannter „wichtiger Grund“ sein. Nach der Legaldefinition des § 314 Abs. 1 Satz 2 BGB liegt ein wichtiger Grund vor, wenn dem kündigenden Teil unter Berücksichtigung aller Umstände des Einzelfalls und unter Abwägen der beiderseitigen Interessen die Fortsetzung des Kreditvertrags bis zur vereinbarten Beendigung nicht zugemutet werden kann. Meist dürfte in diesen Fällen auch das Vertrauensverhältnis – das gerade beim Kreditvertrag von besonderer Bedeutung ist – zwischen Kreditgeber und Kreditnehmer zerstört sein. Der außerordentliche Kündigungsgrund muss begründet werden.
Eine außerordentliche Kündigungsmöglichkeit von Kreditverträgen sieht auch § 490 Abs. 1 BGB für die Fälle der wesentlichen Verschlechterung der Vermögensverhältnisse oder wegen Wertverfalls gestellter Kreditsicherheiten vor. Dieses Kündigungsrecht gilt als lex specialis gegenüber § 314 BGB, so dass § 490 Abs. 1 BGB bei diesen Fallgestaltungen Vorrang genießt.
Für Verbraucherdarlehensverträge wird in § 498 BGB ein außerordentliches Kündigungsrecht begründet, sofern das Tilgungsdarlehen mindestens in zwei Raten zu tilgen ist.

### Vertragspflichtverletzung
Wichtiger Grund ist die Verletzung einer Vertragspflicht (§ 314 Abs. 2 BGB). Hierzu gehört die Weigerung des Kreditnehmers, Kreditsicherheiten zu bestellen oder zu verstärken, die dauerhafte Überziehung von Kreditlinien in größerem Umfang oder die Nichteinreichung von Kreditunterlagen im Rahmen der Offenlegung der wirtschaftlichen Verhältnisse oder anderer vertragserheblicher Unterlagen. Den Kreditnehmern wird in diesen Fällen noch eine angemessene Abhilfefrist zur Verhinderung einer außerordentlichen Kreditkündigung eingeräumt.

### Sonstige Umstände
Sonstige Umstände (§ 314 Abs. 1 BGB) sind vor allem vorsätzlich unwahre, vertragserhebliche Angaben des Kreditnehmers zu seinen Vermögensverhältnissen oder anhaltende beleidigende Äußerungen des Kreditnehmers gegenüber der Bank oder ihren Mitarbeitern.